# Сијудад Викторија
Сијудад Викторија (шп. Ciudad Victoria) је град у Мексику у савезној држави Тамаулипас. Према процени из 2005. у граду је живело 278.455 становника.

## Становништво
Према подацима са пописа становништва из 2010. године, град је имао 305.155 становника.
| 1990.   | 1995.   | 2000.   | 2005.   | 2010.   |
| ------- | ------- | ------- | ------- | ------- |
| 194.996 | 230.304 | 249.029 | 278.455 | 305.155 |